# Сахамалазайски лепилемур
Сахамалазайският лепилемур (Lepilemur sahamalazensis) е вид бозайник от семейство Тънкотели лемури (Lepilemuridae). Видът е критично застрашен от изчезване.

## Разпространение
Разпространен е в Мадагаскар.